# Jalāli
Jalāli är en ort i Indien.   Den ligger i distriktet Aligarh och delstaten Uttar Pradesh, i den norra delen av landet, 130 km sydost om huvudstaden New Delhi. Jalāli ligger 190 meter över havet och antalet invånare är 18 177.
Terrängen runt Jalāli är mycket platt. Runt Jalāli är det mycket tätbefolkat, med 1 221 invånare per kvadratkilometer. Närmaste större samhälle är Aligarh, 17,5 km väster om Jalāli. Trakten runt Jalāli består till största delen av jordbruksmark.